# Codrington Island
Codrington Island est une île d'Antigua-et-Barbuda située près d'Antigua.